# Sphagneticola gracilis
Sphagneticola gracilis là một loài thực vật có hoa trong họ Cúc. Loài này được (Rich.) Pruski miêu tả khoa học đầu tiên năm 1996.